# Wind
A Wind egy német együttes, 1985-ben alakult.

## Eurovíziós Dalfesztivál
- 1985-ben a Für alle című dalával a 2. helyen végzett a versenyben.
- 1987-ben a Laß die Sonne in dein Herz című dalával a 2. helyen végzett a versenyben.
- 1992-ben a Träume sind für alle da című dalával a 16. helyen végzett a versenyben.

## Tagok

### Eredeti tagok
- Alexander 'Ala' Heiler (* 1953; 1990-ig volt az együttes tagja)
- Christine von Kutschenbach (* 1964; 1990-ig volt az együttes tagja)
- Rainer Höglmaier (* 1962)
- Willie Jakob (* 1953)
- Sami Kalifa (* 1960)
- Petra Scheeser (* 1966)

### Korábbi tagok
- Rob Pilatus
- Oliver Hahn (1992-től volt az együttes tagja)
- Stefan Marò (Stefan Erz) (1992-től volt az együttes tagja)
- Albert Oberloher (* 1962; 2008-ig volt az együttes tagja)
- Angelique Damschen (1996–1998 között volt az együttes tagja)
- Iris Criens (* 1967)
- Nastasja Marinkovic (* 1976)
- Lena-Marie Engel
- Julia Breuer

### Mostani tagok
- Andreas Lebbing (* 1960; művésznevék: Andy Andres és Andreas Haas)
- Carolin Frölian
- Jasmin Kneepkens

## Diszkográfia
Stúdióalbumok
- Stürmische Zeiten – 1985
- Laß die Sonne in dein Herz – 1987
- Alles klar – 1989
- Hitze – 1990
- Ebbe und Flut – 1991
- Total verliebt – 1994
- Mit Herz und Seele – 1995
- Spürbar nah – 1997
- Frischer Wind – 1998
- Sonnenklar – 2001
- Kein Weg zu weit – 2002
- Wunderbar – 2004
- Nimm mich mit – 2005
- Schön war die Zeit – 2007
- Winterwonderland – 2008
- Auf Kurs – 2009
- Drei Gesichter – 2012
- Für Deutschland  – 2014
- Liebes Leben – 2017
- Lass den Schlager in dein Herz – 2018

Remixek
- Jeder hat ein Recht auf Liebe – 1987
- Träume sind für alle da – 1992
- Das Beste – 2003
- Leb deinen Traum – Unsere größten Hits – 2008
- Himmel im Kopf – Das Beste vom Besten – 2015

DVD
- Sonnenklar – 2001
- Wunderbar … Our Dream Comes True – Live – 2006